# 時化
時化（しけ）とは強風などの悪天候のために海上が荒れること。対義語は凪。動詞化して時化るともいう。気象学の波浪表によると、波高が4mを超えた場合を「しける」と言い、6mを超え9ｍまでを「大しけ」、9mを超えると「猛烈にしける」という。時化の状態になると、船の転覆の恐れがあるために漁師は漁に出ることができず、魚市場での不作につながる。